# Великий беглец
«Великий беглец» (англ. The Great Escaper) — кинофильм режиссёра Оливера Паркера, вышедший на экраны в 2023 году.  Лента стала последней работой для исполнителей главных ролей — Гленды Джексон, которая скончалась до премьеры, и Майкла Кейна, который вскоре после выхода фильма объявил о завершении актёрской карьеры. За роль в фильме Кейн был удостоен приза кинофестиваля в Барселоне.

## Сюжет
90-летний Бернард Джордан — ветеран Второй мировой войны, живущий в доме престарелых со своей супругой Рене. Он мечтает отправиться во Францию на празднование 70-летнего юбилея высадки союзников в Нормандии, однако опаздывает с подачей заявки на поездку в составе группы ветеранов. Не желая упускать такую возможность, он решает добираться до места самостоятельно. Рене «прикрывает» его, насколько это возможно, однако когда о его самовольном отъезде становится известно, начинаются поиски. Когда о причине путешествия Бернарда узнаёт пресса, он становится национальной знаменитостью и получает прозвище «великий беглец».

## В ролях
- Майкл Кейн — Бернард Джордан
- Гленда Джексон — Рене Джордан, жена Бернарда
- Джон Стэндинг — Артур Говард-Джонсон, британский лётчик-ветеран
- Джеки Клюн — Джудит Кук, менеджер в доме престарелых
- Даниэль Виталис — Адель, работник дома престарелых
- Бреннан Рис — Мартин Робертс, работник дома престарелых
- Вольф Калер — Генрих, немецкий ветеран
- Уилл Флетчер — Бернард в молодости
- Лора Маркус — Рене в молодости